# جزر باتو

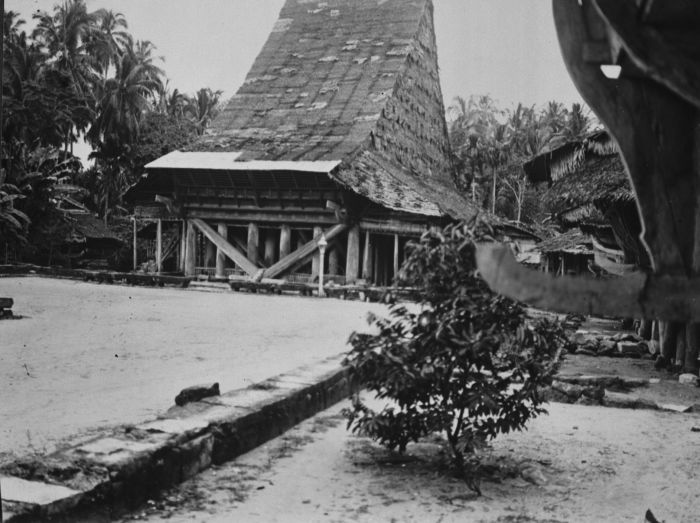
منزل على جزيرة تيلو عام 1922

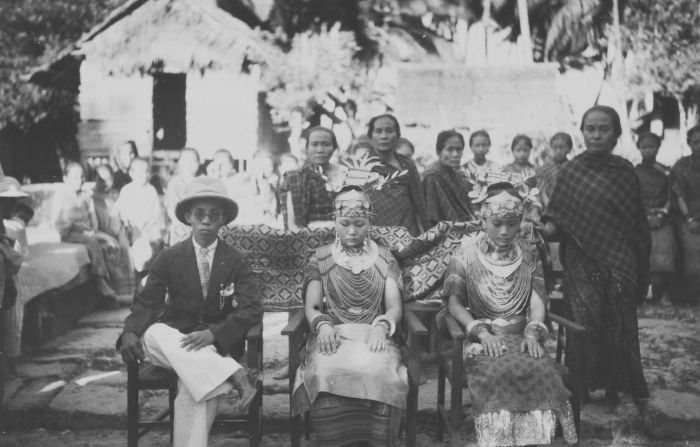
عرس على جزر باتو عام 1938

وهي مجموعة من الجزر الإندونيسية في المحيط الهندي غرب جزيرة سومطرة بين جزيرتي نياس وسيبروت . وهي تتبع مقاطعة سومطرة الشمالية .
كلمة باتو تعني الحجارة أو الصخر بلغة الملايو واللغة الإندونيسية .
الجزر الرئيسية الثلاث متساويات في المساحة تقريبا وهي:
- بيني (Pini)
- تاناهماسا (Tanahmasa)
- تاناهبالا (Tanahbala)

إضافة إلى 48 جزيرة أخرى صغيرة، أقل من نصفها مأهولة بالسكان .

## تاريخ الجزر
تاريخياً كانت الجزر ملجأ للعبيد الهاربين من جزيرة نياس ، كما أن سكانها في الأصل لهم روابط وثيقة مع سكان جزيرة نياس .
كما أنها خلال العقد الأخير صارت مقصداً لرياضة التزلج على الأمواج .

## الموقع الجغرافي

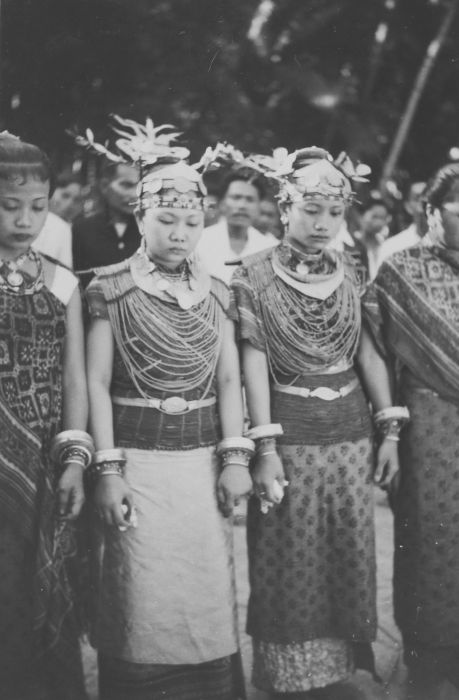
عروس على جزر باتو عام 1938

يمر خط الاستواء خلال الأرخبيل شمال جزيرة تاناهماسا وجنوب جزيرة بيني .